# دائرة دنان
دائرة دِنان أو (نقحرة: دينانت)  هي دائرة إدارية في بلجيكا، تتبع نامور.

## الموقع
تشترك في الحدود مع:
- Arrondissement of Neufchâteau, Belgium [الإنجليزية]‏
- Arrondissement of Marche-en-Famenne [الإنجليزية]‏.

## التقسيمات الإدارية
- Anhée [الإنجليزية]‏
- Beauraing [الإنجليزية]‏
- Bièvre, Belgium [الإنجليزية]‏
- Ciney [الإنجليزية]‏
- دِنان
- جدين
- Hamois [الإنجليزية]‏
- Hastière [الإنجليزية]‏
- Havelange [الإنجليزية]‏
- Houyet [الإنجليزية]‏
- Onhaye [الإنجليزية]‏
- Rochefort, Belgium [الإنجليزية]‏
- Somme-Leuze [الإنجليزية]‏
- Vresse-sur-Semois [الإنجليزية]‏
- Yvoir [الإنجليزية]‏.